# Ниденцу, Франц Йозеф
Франц Йозеф Ниденцу (нем. Franz Josef Niedenzu или нем. Franz Niedenzu, 29 ноября 1857 — 30 сентября 1937) — немецкий ботаник, натуралист (естествоиспытатель) и математик.

## Биография
Франц Йозеф Ниденцу родился 29 ноября 1857 года. 
Большую часть своей карьеры Ниденцу был профессором, а затем ректором Lyceum Hosianum в Браунсберге, Восточная Пруссия (ныне Бранево, Польша), где он также основал ботанический сад.
Большая часть работы Франца Йозефа Ниденцу была сосредоточена на семействе растений Мальпигиевые. Он внёс значительный вклад в ботанику, описав множество видов семенных растений.  
Франц Йозеф Ниденцу умер 30 сентября 1937 года в Браунсберге.  

## Научная деятельность
Франц Йозеф Ниденцу специализировался на семенных растениях.  